# Christian Coma
Christian Coma (CC) es un baterista estadounidense que pertenece a la banda de metal alternativo Black Veil Brides, Se unió a esta en octubre del año 2010, reemplazando a la baterista Sandra Alvarenga.

## Historia
Christian Coma (CC) nació en Los Ángeles, California, EUA; el 21 de abril de 1985. Ha tocado la batería desde una edad temprana. Comenzó en una banda de jazz, con una formación clásica. Es amante de los géneros jazz, metal, trance, electro, rap, entre otros. Sus principales influencias musicales han sido Pendulum, Deadmau5, As I Lay Dying, In Flames, y Rise Against. Ha estado desde la Secundaria en diferentes grupos, por lo menos 12, ha declarado. Entró en Black Veil Brides en septiembre del año 2010 como sustituto de Sandra Alvarenga.
Antes de unirse a Black Veil Brides, participó en la audición de bateristas para Avenged Sevenfold, ya que la banda hace poco tiempo había sufrido el fallecimiento de su baterista, The Rev. Christian Coma no se quedó en Avenged Sevenfold, pero sí pudo quedarse en Black Veil Brides, banda de la que ha dicho que es su vida. A lo largo de su carrera, también ha apoyado a la banda Falling in Reverse en giras; incluso participó en un vídeo musical con ellos.
Christian estuvo casado anteriormente con la YouTuber Anna Sherman, pero la pareja se separó en 2020. Esta fase de su vida se ha mantenido relativamente privada, centrándose más en sus logros profesionales y contribuciones a la industria de la música.
En octubre de 2022 contrajo matrimonio con su pareja Alexandra Capriola en una boda celebrada en Las Vegas.

## Black Veil Brides
- Set The World On Fire
- Wretched and Divine: The Story of the Wild Ones
- Black Veil Brides IV
- Vale
- Re-Stitch These Wounds
- The Phantom Tomorrow

## Equipo
Drum Workshop
- 7x10 Tom de aire
- 8x12 Tom de aire
- 9x13 Tom de aire
- 16x16 Tom de piso
- 16x18 Tom de piso
- 20x22 Bass
- 20x22 Bass

Zildjian
De izquierda a derecha
- 19"k custom hybrid china
- 20"a custom crash
- 18"a custom projection crash
- 14"a custom hi hats
- 10"a custom splash
- 8"a custom splash
- 14"a custom fast crash
- 18"a custom rezo crash
- 18"a custom projection crash
- 22"a custom medium heavy ride
- 19"a ultra hammered china (platillo favorito de christian)

- pedales Drum Workshop series 9000 gama alta

## Baquetas
- Vater drumstick fatback 3A Nylon
- L 16" 40.64 cm
- D 590" 1.50 cm
- VH3AN

## Reconocimientos
- Baterista del año (2016) presentado por DW DRUMS